# Someone, Someone/Till the End of Time
Someone, Someone/Till the End of Time è il nono singolo dei Brian Poole & The Tremeloes, pubblicato nel Regno Unito nel 1964.

## Tracce
Lato A
1. Someone, Someone – 2:53 (Violet Ann Petty, Edwin Greines)

Lato B
1. Till the End of Time – 1:51 (Alan Blakley, Brian Poole)